# Richard Fanshawe (équitation)
Richard Fanshawe est un cavalier britannique né le 22 juin 1906 à Naas et mort le 14 avril 1988 à Cheltenham.

## Carrière
Sa carrière amateur est principalement marquée par une médaille de bronze remportée aux Jeux olympiques de Berlin en 1936 en concours complet par équipes avec Alec Scott et Edward Howard-Vyse.

## Référence
1. ↑  https://www.sports-reference.com/olympics/athletes/fa/richard-fanshawe-1.html